# Municipio de Elm (condado de Antelope)
El municipio de Elm (en inglés: Elm Township) es un municipio ubicado en el condado de Antelope en el estado estadounidense de Nebraska. En el año 2010 tenía una población de 82 habitantes y una densidad poblacional de 0,88 personas por km².

## Geografía
El municipio de Elm se encuentra ubicado en las coordenadas 42°7′43″N 97°53′11″O / 42.12861, -97.88639. Según la Oficina del Censo de los Estados Unidos, el municipio tiene una superficie total de 92.72 km², de la cual 92,71 km² corresponden a tierra firme y (0,01 %) 0,01 km² es agua.

## Demografía
Según el censo de 2010, había 82 personas residiendo en el municipio de Elm. La densidad de población era de 0,88 hab./km². De los 82 habitantes, el municipio de Elm estaba compuesto por el 98,78 % blancos, el 1,22 % eran amerindios. Del total de la población el 0 % eran hispanos o latinos de cualquier raza.